# Agathokles (Komödiendichter)
Agathokles (altgriechisch Ἀγαθοκλῆς Agathoklēs, lateinisch Agathocles) war ein griechischer Komödiendichter, der vielleicht im zweiten Jahrhundert v. Chr. lebte. Es ist nur der Name eines Werkes Homonoia (altgriechisch Ὁμόνοια) überliefert, das 154 v. Chr. in Athen an den Dionysien aufgeführt wurde. Zudem wird er inschriftlich als Sieger der Lenäen erwähnt.